# Наумова Параска Павлівна
Параска Павлівна Наумова (25 листопада 1926 — 10 вересня 2013) — радянський і російський працівник сільського господарства, доярка експериментального господарства Забайкальського науково-дослідного інституту сільського господарства, Герой Соціалістичної Праці (1971).

## Біографія
Параска Наумова народилася в сибірському селі Павлівка, розташованому нині на території Теврізького району Омської області. За національністю росіянка. У 1936 році її сім'я, в якій було шестеро дітей, переїхала в місто Омськ, а в 1937 році — в село Колочне, нині розташоване в Читинському районі Забайкальського краю.
У 1941 році, після закінчення 8 класів школи, Параска Павлівна почала трудову діяльність овочівником у радгоспі. З 1943 по 1945 рік вона працювала в дитячому садку, проте потім знову повернулася в овочівництво. У 1953 році наказом директора, Наумова переведена дояркою експериментального господарства Забайкальського науково-дослідного інституту сільського господарства, де і пропрацювала до виходу на пенсію. Була майстром машинного доїння 1-го класу.
Наумова завжди прагнула до досягнення найвищих показників у роботі і виявляла старанність і відповідальність на будь-якій ділянці роботи. Вона бездоганно виконувала свої обов'язки, забезпечуючи хороший догляд за тваринами і своєчасне годування, завдяки чому досягала найвищих надоїв молока.
Параска Наумова стала однією з перших доярок на фермі, яка підняла надої молока до 4 тисяч кілограмів за рік. Це стало можливо завдяки чітко налагодженій цілорічній годівлі дійного стада.
У 1971 році, Указом Президії Верховної Ради СРСР за видатні трудові успіхи Парасці Павлівні Наумовій присвоєно звання Героя Соціалістичної Праці з врученням ордена Леніна і золотої медалі «Серп і Молот».
Наумова вела активну громадську діяльність. Обиралася делегатом XXIV з'їзду КПРС (1971), депутатом Читинської обласної ради народних депутатів, членом Читинського райкому КПРС, а також активно брала участь у суспільному житті партійної організації та колективу Забайкальського науково-дослідного інституту вівчарства та м'ясного скотарства.
У 1982 році Параска Павлівна вийшла на пенсію. До останніх днів вона жила в селі Колочне Читинського району Забайкальського краю, де і померла 11 вересня 2013 року на 87-му році життя.

## Нагороди
- Герой Соціалістичної Праці (1971)
- орден Леніна (1971)
- орден Жовтневої Революції (1973)
- орден «Знак Пошани» (1966)
- медалі, в тому числі 2 золотих, 2 срібних і 3 бронзових медалі ВДНГ
- Почесний громадянин Читинської області (1997)